# 바스쿠 다 가마
바스쿠 다 가마(포르투갈어: Vasco da Gama ['vaʃku dɐ 'gɐmɐ][*], 1460년대~1524년 12월 24일)는 포르투갈 출신 탐험가로서 바르톨로메우 디아스가 1488년 희망봉을 발견한 이후 포르투갈의 숙원이던 인도 항로를 개척하였다. 이는 항해 왕자 엔히크(1394~1460)가 대서양 탐사를 시작한 이래 80년 만에 이룬 결실이라 할 수 있다. 바스쿠 다 가마는 유럽인으로서 최초로 대서양과 아프리카 남해안을 거쳐 인도까지 항해한 인물로 인정받고 있으며, 1497년 7월에 리스본을 출발하여 귀국할 때까지 총 2년이 걸렸고 약 42,000km를 항해하였다.
출발 시 함선 4척을 이끌고 갔으나 2척만이 돌아왔으며, 170명중 55명만이 생존하여 귀환하였다. 신항로 개척으로 인해, 포르투갈은 동방 무역의 새로운 길이 열렸으며 유럽과 인도 간 해상을 통한 직접 교역을 시작할 수 있었다. 1519년, 신항로 개척의 공로를 인정받아 국왕 마누엘 1세로부터 귀족 작위(비디게이라 백작)를 받았다. 생전에 총 3차례에 걸쳐 인도로 항해했으며 1524년 인도 부왕(Viceroy)으로 부임하여 활동하다가 인도 코친에서 사망하였다.

## 어린 시절
1469년 포르투갈의 남서부 알렌테주 지방에 위치한 시느스(Sines)에서 지역 사령관이었던 이스테방 다 가마(1430~1497)의 셋째 아들로 태어났다. 아버지는 1460년 비제우 공작 페르난두 가문의 기사(Knight)였으며, 시느스의 시민 통치자(Alcaide-Mór)였다.
다 가마는 내륙도시 에보라에서 수학(數學)과 항해술을 배웠으며 저명한 천문학자인 아브라앙 자쿠투(Abraham Zacuto)에게 수학한 것으로 알려져 있다. 1480년경 주앙 왕세자(훗날 주앙 2세)가 단장으로 있던 산티아고 기사단에 아버지를 따라 입단했다. 그 외에는 다 가마의 어린 시절에 대해서 알려진 것이 별로 없다.
다 가마의 이름이 조금씩 알려진 것은 1492년 주앙 2세의 명령을 받고 포르투갈의 최남단 알가르브로 급파 되었던 때부터이다. 그의 임무는 프랑스가 포르투갈 선박에 대해 약탈을 자행하면서 발생한 양국 간의 분쟁을 해결하는 것이었다. 다 가마는 프랑스 선박을 억류하는 방식으로 문제를 신속하고도 효과적으로 해결하면서 국왕으로부터 신임을 얻게 되었다.

## 제1차 항해

### 신항로 개척

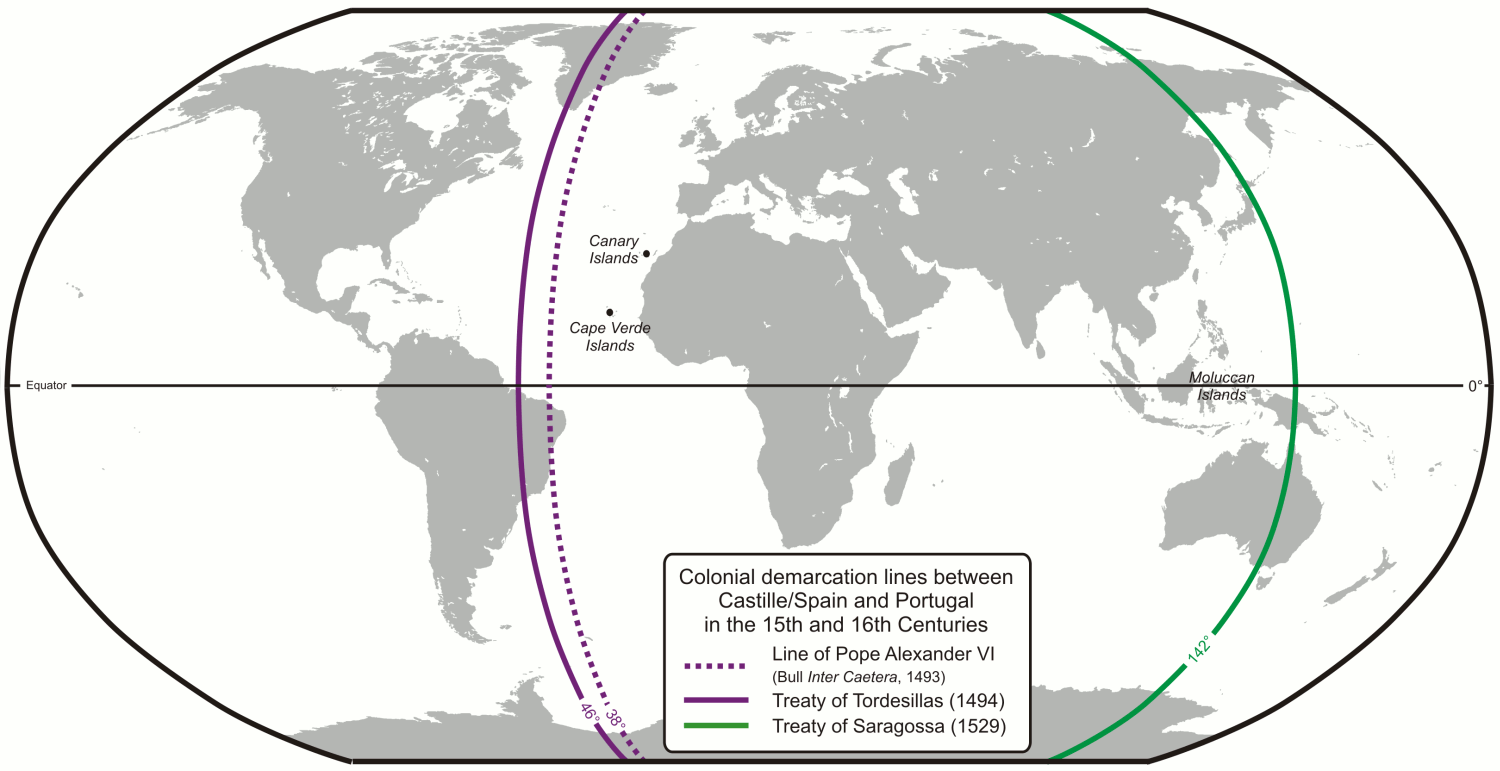
1494년 토르데시야스 조약에 의한 영토 경계설정 (보라색 실선)

희망봉 발견(1488년)으로 인해 인도로 향하는 신항로는 곧 열릴 듯했다. 그러나 1491년 7월 아폰소 왕세자가 낙마사하자, 후계자 문제로 정국이 어수선해진 가운데 콜럼버스 탐험(1492년)의 결과로 인해 발생한 스페인과의 영토 분쟁은 해양 탐사 사업이 정체 되는 원인이 되었다. 1494년 6월에 토르데시야스 조약을 체결함으로 영토 분쟁은 해결되었으나 이듬해 1495년 10월에 국왕 주앙 2세(1455~1495)가 사망함으로 다시 추진력을 잃고 말았다.
포르투갈의 신항로 개척은 종제(從弟)의 자격으로 즉위한 마누엘 1세에 의해 적극적으로 재추진되었다. 그는 선왕의 충신이였던 바스쿠 다 가마를 인도 원정의 총사령관으로 임명한 후 신항로 개척을 명하였다. 막중한 사명을 부여 받은 바스코 다 가마는 2여년간 항해에 대한 정보를 꼼꼼하게 수집하고 치밀하게 원정 준비를 했다. 출발하기 전날은 일행들과 함께 주앙 1세(1357~1433)가 세운 산타 마리아 성당에서 기도로 밤을 보냈으며 드디어 1497년 7월 8일 리스본의 벨렝항을 출발하였다. 그의 함대는 170명의 선원과 4척의 함선으로 구성되어 있었다.

### 함대 구성

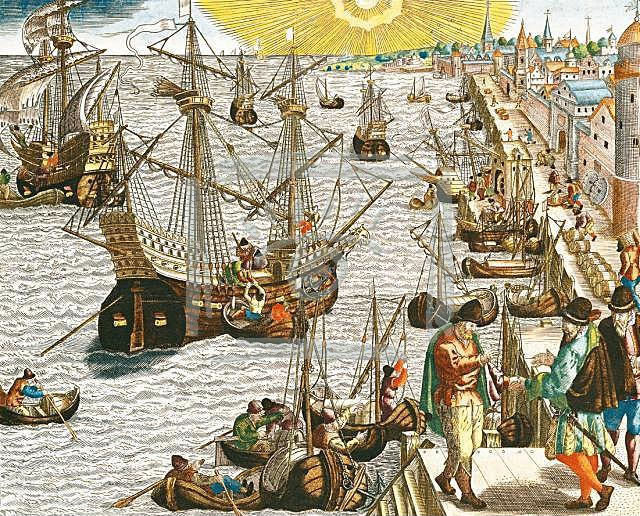
리스본을 출발하는 인도 원정 함대(Theodor de Bry)

- 상 가브리엘(São Gabriel)호

바스쿠 다 가마. 기함(旗艦) 178톤급 캐랙(carrack). 길이 27m, 폭 8.5m, 흘수(吃水) 2.3m, 돛넓이 372m2
- 상 라파엘(São Rafael)호

파울루 다 가마(바스쿠 다 가마의 맏형). 캐랙(carrack), 크기는 상 가브리엘호와 비슷.(귀국중 침몰시킴)
- 베히우(Berrio)호

선장 니콜라우 코엘류(Nicolau Coelho). 100톤급 캐러밸(Caravel). 후에 상 미겔(São Miguel)이라는 새 이름을 얻음.
- 수송선

선장 곤살루 누느스(Gonçalo Nunes). 400톤급, 아프리카 모잠비크에서 무슬림의 공격으로 침몰당함.

### 항해 경로

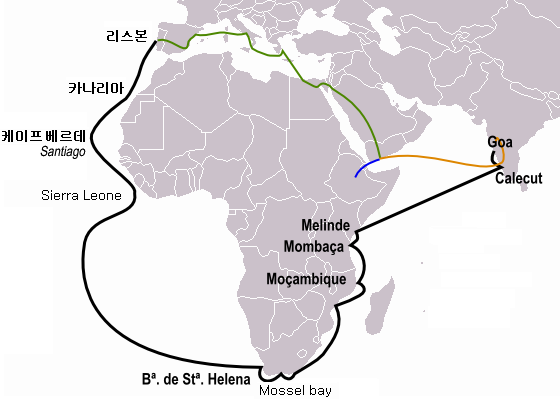
바스쿠 다 가마의 항로

7월 15일 카나리아 제도를 경유한 함대는 26일 케이프베르데 제도에 도착하여 중간 보급을 받은 후 8월 3일에 항해를 재개하였다. 이후 항해는 도중까지 동행하였던 바르톨로뮤 디아스(1451~1500)의 조언에 따라 시에라리온(Sierra Leone) 앞바다에서 아프리카 연안을 벗어나 대서양 중간 지대로 크게 우회하는 항로를 선택하였다. 기니만의  무풍지대와 적도이남 지역에서의 무역풍에 의한 맞바람을 피하고 디아스를 괴롭혔던 폭풍도 피하기 위함이였다. 약 3개월 간 육지와는 떨어진 약 6000마일(9600km)의 항해하여 항해 90여일 만인 11월 초순에 희망봉을 돌아 그해 12월 16일 바르톨로뮤 디아스가 배를 돌렸던 그레이트 피시(Great Fish) 강을 지났다.

### 모잠비크
1498년 3월 2일에서 29일까지 모잠비크 근처의 섬에서 보냈다. 동아프리카 연안은 인도양 무역 네트워크의 필수적인 지역이었으나 상당수 지역을 아랍인들이 지배하거나 영향권 아래에 있었다. 따라서 현지인들이 기독교인들에게 적대적일 것을 우려한 다 가마는 무슬림 흉내를 내며 모잠비크 술탄을 알현했으나 그가 술탄에게 내놓은 선물들은 보잘것없는 상품들 뿐이었다. 머무른지 얼마 되지 않아 지역민들이 다 가마와 그의 일행들을 의심하게 되었고 모잠비크에서 도망치듯 빠져나올 수밖에 없었다. 탈출 과정 중에 이슬람 교도의 공격으로 수송선을 잃어버렸다.

### 말린디
4월 7일 몸바사에 입항했으나 적대적인 분위기 때문에 며칠 안되어 그곳을 떠나야 했다. 4월 14일에 말린디에 도착했는데, 당시 말린디는 뭄바사와 분쟁 중이었기에 포르투갈인들에게 우호적이었다. 다 가마는 인도 남서 해안에 위치한 캘리컷까지 원정을 안내할 선원 한 명을 고용했다. 선원의 정체는 출처마다 다른데, 그를 기독교인, 무슬림 혹은 구자라트인이라고도 한다. 어떤 기록에는 이 선원이 그 유명한 아랍 항해자 이븐 마지드 (Ibn Majid)라고도 한다. 1498년 4월 24일, 바스코 다 가마 일행은 새로운 항해사와 함께 말린디를 떠나 인도로 향했다.

### 인도 캘리컷

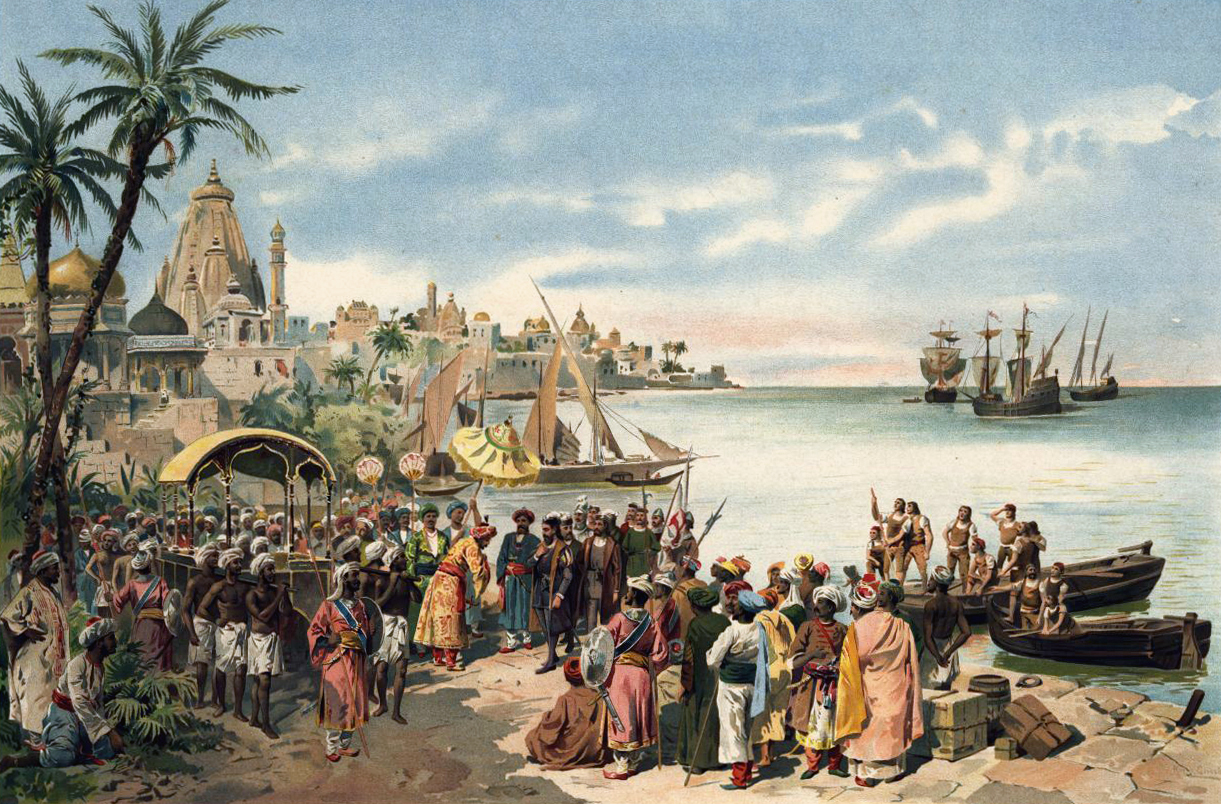
캘리컷에 도착한 바스쿠 다가마

드디어 원정대가 1498년 5월 20일 캘리컷에 도착했다. 리스본을 떠난 지 316일(10개월 12일)만에 일이였다. 캘리컷은 인도양에 있는 무역항들 중에 큰 번영을 누리고 있던 무역 도시 중 하나였다. 바스코 다 가마는 캘리컷의 힌두 통치자 자모린(Zamorin)을 만나서 무역을 청했다. 그러나 그곳 상권을 주도하고 있던 이슬람 상인들의 방해로 통상조약을 체결하지는 못했다.
포르투갈에서 가져간 물건들은 현지인들이 보기에는 조악한 수준의 상품이라는 평가를 받으며 그들의 흥미를 전혀 끌지 못했다. 더불어 이슬람 상인들의 적대감은 상상 이상이었다. 포르투갈인들이 지나가면 상인들은 바닥에 침을 뱉으며 "포르투갈!, 포르투갈!"이라고 외치곤 했다. 오래 머무를 분위기가 아니였기에 향신료 등을 구입한 후 도착한 지 3개월 만인 8월 말에 서둘러 귀국 길에 올랐다.

### 귀국행

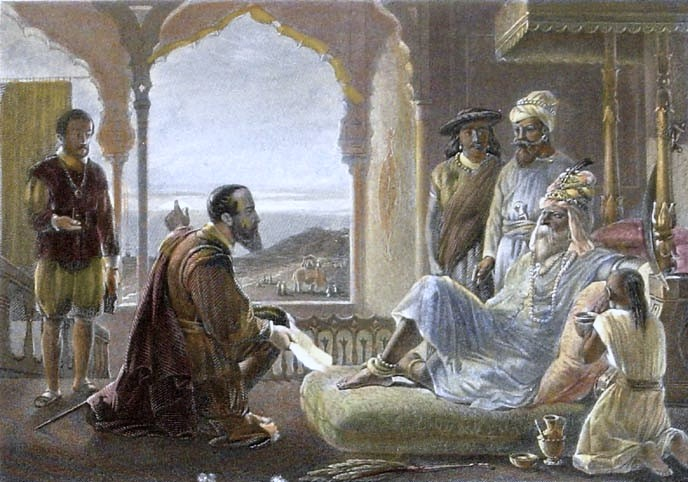
자모린을 알현하는 바스쿠 다가마

1498년 8월 29일 인도를 출발하여 1499년 1월 7일 말린디에 도착하였다. 몬순의 영향으로 갈 때는 23일 걸린 인도양 횡단을 올 때에는 132일이나 소요되었다. 이 항해 기간 동안 선원의 반 정도가 사망했으며, 나머지 선원들도 괴혈병에 시달렸다. 3척의 선박을 끌고 가는 것은 무리였기에 캐랙선 상 라파엘호를 침몰 시킨 후 두 척의 배에 인원을 재배치 하였다.
니콜라우 코엘류(Nicolau Coelho)가 선장으로 있는 베히우(Berrio)호는 7월 10일에 리스본에 도착했고 상 가브리엘호는 바스쿠 다 가마와 병에 걸린 그의 형 파울루를 아조레스 제도에 하선시킨 후 7월 말경에 리스본에 입항했다. 다 가마가 친형 파울루를 간호했으나 끝내 파울루는 죽고 말았으며 9월 9일이 되어서야 다 가마는 귀국하였다. 국왕 마누엘 1세는 큰 축하연을 열어 거국적으로 그의 귀국을 환영하였다. 또한 그에게 "Don"이라는 경칭(敬稱)과 함께 "인도양의 제독(Admiral of the Indian Seas)"이라는 명칭도 하사하였다.
처음 출발 당시 4척의 배가 떠나 단 2척만이 돌아왔고 힘든 여정이었지만, 다 가마의 귀국으로 투자자들에게는 무려 투자 원금의 60배에 달하는 배당금이 돌아갔다.

## 제 2차 항해

### 원정 준비

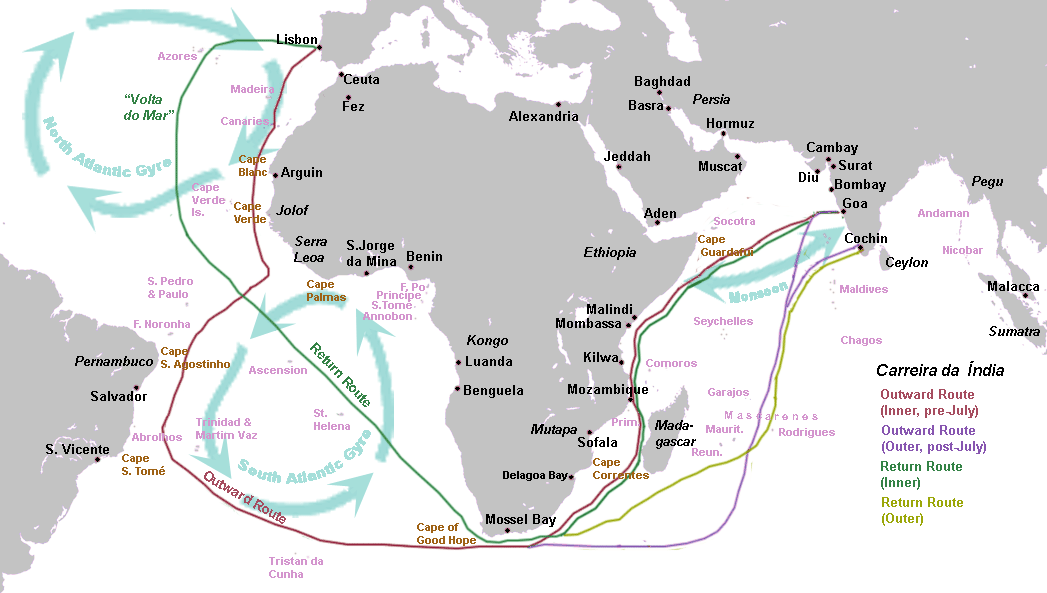
계절풍의 변화에 따른 항해 경로

카브랄이 이끈 포르투갈 2차 원정(1500~1501)은 브라질 발견, 코친과 칸나노르 등과 우호 관계 형성 등 나름대로 성과도 있었지만 다소 실망스러운 결과를 가지고 귀국했다. 13척의 함선이 출발했으나 5척만이 돌아왔으며 많은 선원들을 잃었다. 가장 중요한 임무였던 캘리컷과 무역 협정 체결은 실패한 채 향신료 무역이 가장 크게 번창한 국가이자 인도 말라바르 연안의 지배적 위상을 지닌 도시국가 캘리컷(코지코트)과 적대 관계를 형성한 후 귀국하고 말았다.
2차 원정 중에는 캘리컷에 개설했던 교역소(재외상관)가 습격을 당하여 50여 명의 포르투갈인이 사망하는 사건이 발생하였는데 이는 4차 원정의 목표 중에 하나가 캘리컷에 대한 응징이 되도록 만들었다. 4차 원정대는 총 1500명의 인원과 20척의 선박으로 구성되었다. 선박의 대부분은 중무장하였는데, 이는 캘리컷에 대한 복수와 무력을 동원해서라도 인도 서안지역의 도시 국가들과 무역 협정을 체결하기 위함이었다.
1502년 2월 12일 20척 중 15척의 선발대가 바스코 다 가마의 지휘 아래 인도를 향해 출발하였으며 나머지 5척은 4월 1일에 리스본을 출발하였다. 3차 원정대(사령관: 주앙 다 노바)가 아직 귀국하지 않았지만 계절풍을 이용하지 못할 경우에 1년을 지체해야 하기 때문에 출발을 서둘렀다(3차 원정대는 1502년 9월 11일이 되어서야 리스본에 귀항하였다.).

### 동아프리카
1502년 3월 초 브라질의 케이프 성 어거스틴(Cape St. Augustine)에 잠시 들러 급수한 후 6월에 모잠비크에 도착하여 교역소를 설치하고 소팔라와 무역 협정을 체결하였다. 모잠비크와 소팔라의 공식적인 지배자이며 동아프리카 해안에 영향력 있는 도시 국가 킬와 술탄국을 조공국으로 만들었다. 킬와(Kilwa)에서는 3차 원정대의 주앙 다 노바(João da Nova)가 남긴 서신을 입수하여 인도 상황을 알 수 있었다. 리스본을 뒤늦게 출발한(4월 1일) 제 3함대 5척이 1502년 7월 23일에 킬와 항구와 모잠비크에 도착하여 다 가마의 본진과 합류하였다. 

### 인도 현지 활동

#### 미리호 학살 사건

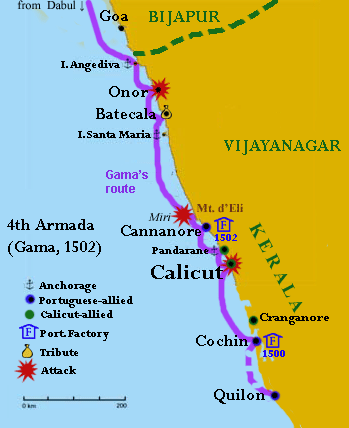
바스쿠 다 가마의 활동 여정

인도양을 횡단한 다 가마의 함대는 다불항을 경유한 후 1502년 8월 20일 인도 고아 인근에 있는 안제디바(Anjediva)섬에 도착하였다. 이후 응징과 선전포고 겸 기선 제압을 위한 무력행사에 돌입한다. 오노르 항구를 초토화 시켰는데, 이 소식을 접하고 겁을 먹은 인근 바테킬라 지역이 즉시 굴복하였다.
9월 29일, 이슬람 순례선 미리호를 나포하여 재물을 강탈하였는데, 몸값 지불 약속을 하며 자비를 구하는 승객들의 애원이 있었으나 모두 묵살한 채 살육 하였고 배마저 불태워 침몰 시켜 버렸다. 대략 300명 정도 사망하였으며 이 사건은 인도 현지인들에게 포르투갈에 대한 엄청난 증오심을 불러일으켰다. 1500년 7월에 있었던 포르투갈 교역소 기습 사건과 더불어 미리호 학살 사건으로 인해 포르투갈과 캘리컷 간에 갈등의 골은 더욱 깊어져 갔다.

#### 포르투갈의 만행
미리호 사건 뿐만 아니라 포르투갈인들은 여러 선박을 약탈하고 시체를 매달아 사격 연습을 했으며 현지 통치자에게 시체 토막을 보내면서 커리 재료로 쓰라는 메시지를 동봉했다. 포르투갈인들의 잔인한 행위는 그 시대적 배경을 고려해도 정도가 심했다. 이런 온갖 만행이 자행된 이유 중 하나는 중세 유럽인들의 기본 사고가 불신자들은 지옥으로 보내야 마땅하다고 보았으며, 이교도들이란 어차피 사후에 지옥에 떨어질 운명이기에 현세에서 고통을 당한들 동정할 필요가 없다고 생각했기 때문이다.

#### 캘리컷과의 갈등

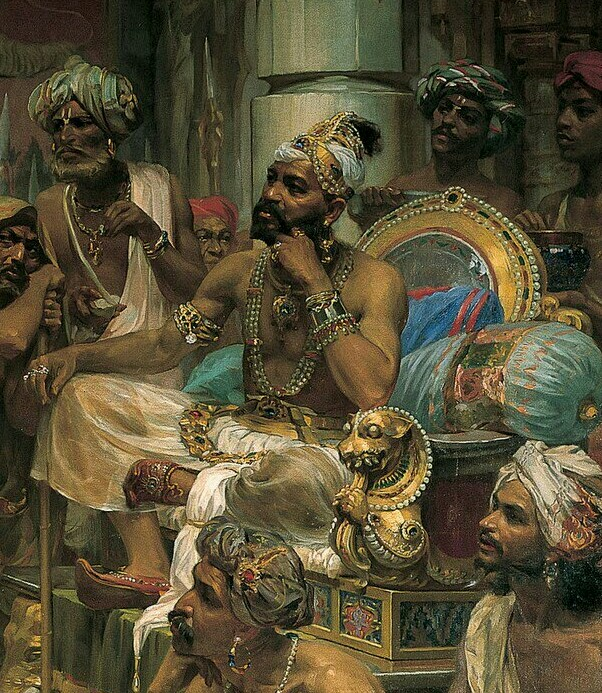
캘리컷의 지배자 자모린

1502년 10월 18일, 칸나노르(Kannur)로 이동하여 교역 협상을 한 후 10월 29일에 드디어 캘리컷 앞바다에 도착하였다. 다 가마는 사절을 통해 교역소 습격 사건(1500)의 주동자 처벌, 적절한 보상, 이슬람 상인 추방을 요구했다. 무리한 요구에 대해 자모린이 거부하자 1502년 11월 1일 포르투갈 전함들이 캘리컷 항에 대해 무차별적인 함포 사격을 가하였다. 캘리컷의 육상 대포는 성능과 화력에서 밀려 제대로 된 반격을 하지 못했다.
아울러 다 가마는 생포했던 포로들의 손과 발을 잘라 모욕적인 서신과 함께 자모린에게 보냈다. 이튿날 역시 함포 사격을 재개하여 항구 도시 캘리컷에 심각한 피해를 안겨주었다. 참모들이 상륙 전 진행을 건의했으나 다 가마는 협상의 여지를 남긴 채 코친으로 주력 함대를 이동 시켰다. 코친에서는 교역 조건에 대해 재협상을 하였고 퀼론(Quilon)과도 거래를 진행하였다. 얼마 지나지 않아 캘리컷에서 평화 협상 의사를 전해왔다. 다 가마는 캘리컷으로 이동하여 함상에서 협상을 진행하던 중 매복 공격을 받았으나 모두 격퇴 시킨 후 그곳을 빠져나왔다.  

### 귀국

인도 말라바르 해안 (주황색)

1503년 초에 다 가마는 향신료를 실은 함대를 이끌고 인도를 출발하여 귀국 길에 올랐으며 9월경에 리스본에 도착하였다. 귀국 직후 다 가마는 코친과 칸나노르에 대한 수비대 보강이 절실하다고 국왕 마누엘 1세에게 보고하였다. 또한 그는 귀국 시 엄청난 양의 향신료를 싣고 왔는데, 후추 1700톤, 계피와 정향, 메이스, 육두구 400톤 정도였다.

### 귀국 후 인도 상황
다 가마가 귀국을 위해 인도를 출발하기 전에 외숙부인 비센테 소드레(1465~1503)의 지휘를 받는 5척을 잔류 시키며 인도 말라바르(Malabar) 해안 순찰을 강화하여 캘리컷으로부터 칸나노르와 코친에 대한 보호 활동에 충실할 것을 명하였다. 다 가마가 인도를 떠나자 마자 캘리컷의 자모린이 코친에 대해 육로 침공을 준비하고 있다는 첩보가 입수되었다.
그러나 비센테 소드레는 이 첩보를 묵살한 채 다 가마의 명을 어기고 함대를 홍해로 이동하여 이슬람 상선을 상대로 약탈을 일삼았다. 그러다가 4월경 폭풍을 만나 침몰하는 배(에스메랄다 호)와 함께 죽고 말았다. 1503년 4월, 캘리컷은 육상을 통해 코친을 침공하였고 잔류했던 포르투갈인들은 비핀(Vypin) 섬으로 도피했으며, 코친이 처한 위기 상황은 포르투갈 5차 원정대(사령관 알부케르크)가 8월에 인도에 도착하자 캘리컷이 철수함으로 해결되었다.

## 제3차 항해
1521년 주앙 2세가 사망한 후 즉위한 주앙 3세에 의해 정책 고문으로 등용되었다. 1514년에 인도 현지 공관들의 부패를 바로 잡고자 부왕으로 임명 받고 4월에 리스본을 떠나 9월에 인도에 도착하였다. 총독이었던 두아르테 드 메네제스(Duarte de Menezes)를 직위 해제한 후 체포하여 본국으로 압송하였고 기강을 바로 잡기 위해 노력하였다. 그러나 말라리아에 걸려 1524년 12월 24일 코친(Cochin)에서 숨을 거두고 말았다. 그의 무덤은 리스본의 제로니무스 수도원에 있다.

## 원정 기록물
포르투갈의 포르투 시립 공공 도서관에는 바스쿠 다 가마의 1차 항해에 대한 기록물인 『바스쿠 다 가마의 첫 인도 여행기』가 보관되어 있다. 이 기록물의 서술자는 알 수 없지만 바스쿠 다가마가 원정을 통해 인도 항로를 개척하기 위해 어떤 노력을 했는지를 자세히 보여주고 있다. 이 육필 원고는 항해에 동행했던 한 목격자가 저술한 것으로 보이며 마치 독자가 직접 항해를 목격하고 참여하는 것처럼 느낄 수 있게 해주는 생생한 묘사가 특징적이다.
문건에는 출항 이전 선단의 조직과 준비과정에서부터 인도까지의 해상 루트, 항해 도중 위험했던 상황들과 선상에서의 싸움과 배반, 그리고 인도 해변에 도착하여 벌어진 다양한 사건들이 기술되어 있다. 항해 중 기항한 곳에 거주하는 현지인들의 관습, 교환한 선물, 동식물과 자연환경에 대해 언급하고 있다. 고문 서학의 분석 결과, 작성 시기는 1500~1550년 사이인 것으로 추정되며 산타크루스 데 코임브라 수도원에 소장 되어 있다가, 1833년 포르투갈 국왕 페드루 4세에 의해 설립된 포르투 왕립 공공 도서관으로 이관되었다. 2013년에 유네스코 세계 기록 유산으로 지정되어 있다.

## 비판
바스쿠 다 가마가 캘리컷 토후와 전투를 일으킨 것은 탐험 지역 원주민들의 문화를 알지 못했고 알려고 하지도 않았기 때문이므로, 이런 점을 비판하는 의견들이 존재한다. 바스쿠 다 가마의 인도 항해 500주년 행사를 인도 정부와 포르투갈 정부가 추진하였다. 그러나 인도 국민들의 격렬한 반대로 무산되었다. 극우에서부터 극좌에 이르기까지 바스쿠 다 가마는 식민 지배를 가져온 장본인이라고 한 목소리를 내었다.